# Peter Giese
Peter Giese (* 6. August 1931 in Berlin; † 25. Mai 2005 ebenda) war ein deutscher Geophysiker und Geologe.
Giese studierte zunächst Geologie an der Freien Universität Berlin, promovierte 1956 dann an der Universität München mit einem seismologischen Thema. Hier wurde er im Jahr 1959 Assistent am Institut für Geophysik. Nach der Habilitation 1966 in Berlin wurde Giese im Sommersemester 1970 als Nachfolger von Klaus Strobach auf den Lehrstuhl für Geophysik der Freien Universität Berlin und zum Leiter des dortigen 1964 gegründeten Geophysikalischen Instituts berufen, den er bis zu seiner Emeritierung 1998 bekleidete. Ihm wurde 1997 von der Geologischen Vereinigung die Gustav-Steinmann-Medaille verliehen.
Das bevorzugte Arbeitsfeld Gieses war die Refraktionsseismik, die er in zahlreichen Projekten anwendete. Ein Schwerpunkt war dabei der Alpenraum. Die Modelle der Erdkruste unter den Alpen, die von Peter Giese entwickelt wurden, besitzen noch heute ihre Gültigkeit. Er postulierte dort unter anderem die Existenz von zwei Mohorovičić-Diskontinuitäten, was lange umstritten war und Anfang der 1990er Jahre bestätigt werden konnte. Im Untergrund der Südalpen ist die Adria Platte auf die Europäische Platte aufgeschoben.
Durch die umfassenden Kenntnisse Gieses auf verschiedenen geowissenschaftlichen Gebieten trug er stark zur interdisziplinären Verknüpfung der Forschung und Lehre bei und war Co-Initiator einer Vielzahl internationaler geophysikalischer Großprojekte. Er war auf deutscher Seite der Koordinator des internationalen Geotraverseprojekts (EGT), das 1980 bis 1992 lief und einen geologischen Querschnitt durch den Aufbau Europas vom Nordkap bis Tunesien lieferte. Er war auch am DEKORP (Deutsches Reflexionsseismik-Projekt) und dem Kontinentalen Tiefbohrprojekt (KTB) beteiligt.
Neben den Alpen war ein weiterer Schwerpunkt das Studium der Gebirgsbildungsprozesse in den Anden, dem auch ein Sonderforschungsbereich der Deutschen Forschungsgemeinschaft (SFB 267 Deformationsprozesse in den Anden) gewidmet war.

## Schriften

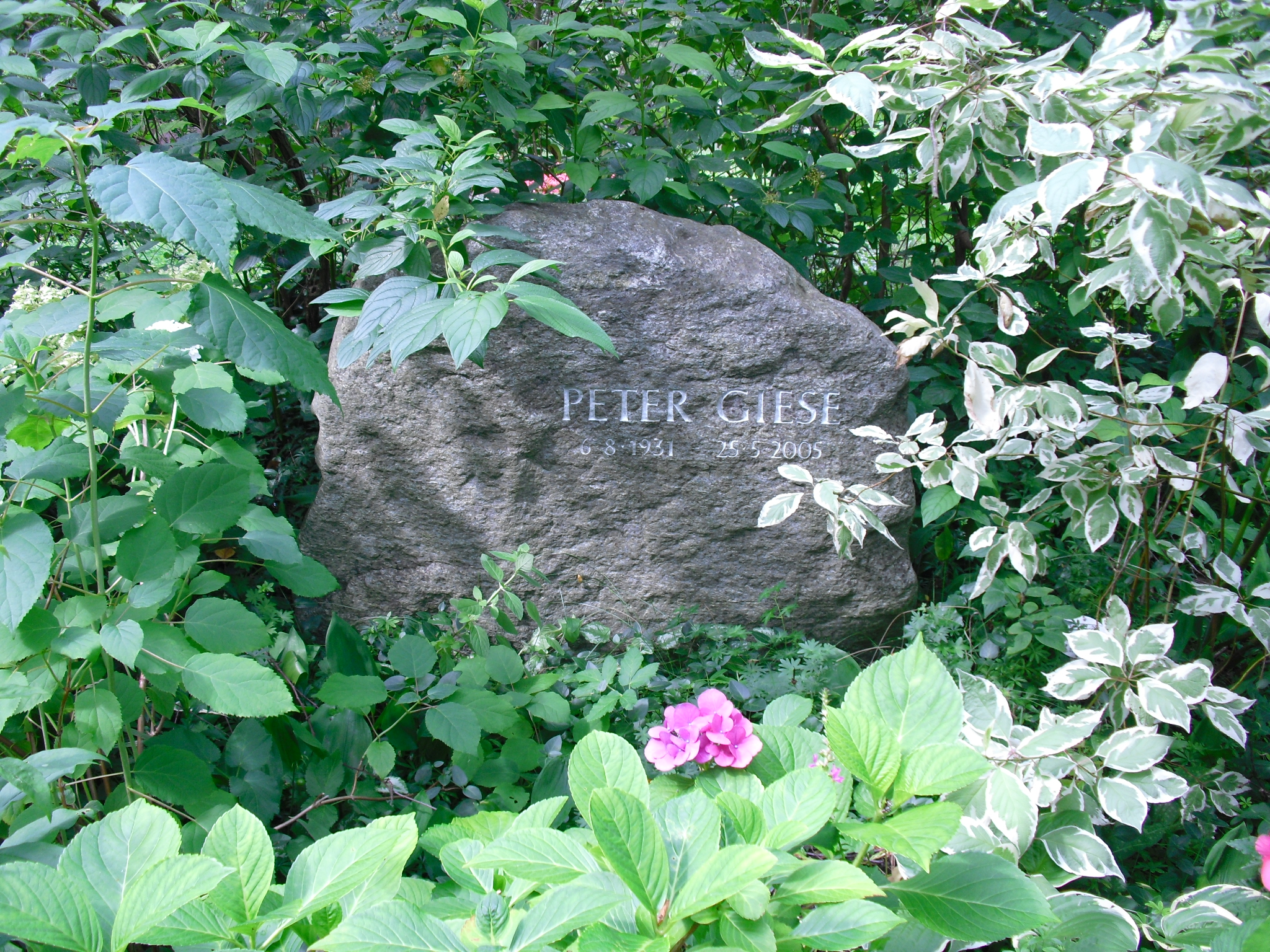
Grabstein für Peter Giese auf dem Waldfriedhof Zehlendorf

- Herausgeber Kontinente und Ozeane, Spektrum Akademischer Verlag 1983 (Sammelband von Spektrum der Wissenschaft Artikeln insbesondere über Plattentektonik mit Einleitung von Giese)
- Herausgeber Geodynamik und Plattentektonik, Spektrum Akademischer Verlag 1995 (Sammelband von Spektrum der Wissenschaft Artikeln)
- Herausgeber mit Claus Prodehl, A. Stein Explosion Seismology in Central Europe, Springer Verlag 1976
- mit K.-J. Reutter, V. Jacobshagen, R. Nicolich Explosion-seismic crustal studies in the Alpine Mediterranean region and their implications to tectonic processes, in: H. Berckhemer, Kenneth Hsü (Herausgeber) Alpine-Mediterranean Geodynamics, American Geophysical Union Geodynamics Series 7, 1982, S. 39–74
- mit H. Jödicke, C. Prodehl, K. Weber The Crustal Structure of the Hercynian Mountain System - A model for crustal thickening by stacking, in: H. Martin, W. Eder (Herausgeber) Intracontinental Fold Belt, Springer Verlag 1983, S. 405–426
- mit D. Roeder, P. Scandone The fragmented Adriatic microplate: evolution of the Southern Alps, the Po basin and the northern Apennines, in D. Blundell, R. Freeman, Stephan Mueller (Herausgeber) A continent revealed: The European Geotraverse, Cambridge University Press 1992, S. 190–198
- mit J. Makris, B. Akashe, P. Röwer, H. Letz, M. Mostaanpour The Crustal Structure in Southern Iran Derived from Seismic Explosion Data, Neues Jahrbuch für Geologie und Paläontologie, Abhandlungen, 1168 (2/3), 1984, S. 230–243
- mit P. Wigger, G. Asch, W.-D. Heinsohn, S. O. El Alami, F. Ramdani Crustal Structure along a traverse across the Middle and High Atlas mountains derived from seismic refraction studies, Geologische Rundschau, Band 81, 1992, S. 237–248
- mit P. Wigger, M. Araneda, W.-D. Heinsohn, P. Röwer, M. Schmitz, J. Viramonte The crustal structure along the Central Andean Transect derived from seismic refraction investigations, in: R. Omarini,  H.-J. Götze (Herausgeber) Central Andean Transect, Nazca Plate to Chaco Plains, southwestern Pacific, northern Chile and northern Argentina, Global Geoscience Transect 8, veröffentlicht zusammen mit der Inter Union Commission on the Lithosphere and American Geophysical Union, 1991, S. 13–19
- mit P. Wigger, M. Schmitz, M. Araneda, G. Asch, S. Baldzuhn, W.-D. Heinsohn, E. Martinez, E. Ricaldi, P. Röwer, J. Viramonte: Variation of the crustal structure of the southern Central Andes deduced from seismic refraction investigations, in: K.-J. Reutter, E. Scheuber, P. Wigger (Herausgeber): Tectonics of the Southern Central Andes, Springer Verlag 1994, S. 23–48